# 레날 페드로스
레날 페드로스(프랑스어: Reynald Pedros, 1971년 10월 10일 ~ )는 프랑스의 전직 축구 선수 및 현 축구 지도자로 선수 시절 포지션은 공격형 미드필더였다.

## 선수 시절

### 클럽
1971년 10월 10일 프랑스 오를레앙에서 스페인계 프랑스인 부모 사이에서 태어나 1990년 FC 낭트 입단을 통해 프로에 전격 입문한 뒤 2009년 은퇴할 때까지 19년동안 올랭피크 드 마르세유, 파르마 칼초, SSC 나폴리, 올랭피크 리옹, 몽펠리에 HSC, 툴루즈 FC, SC 바스티아, 알코르 SC, 쉬드 니브르네 임피 드시즈, 부슈멘 라볼에스쿠블라크, FC 볼름 등에서 활동했고 특히 1990년부터 1996년까지 FC 낭트의 주전 미드필더로 맹활약하며 1992-93 쿠프 드 프랑스 준우승, 1993-94 쿠프 드 프랑스 4강, 1994-95 리그앙 우승, 1995-96년 UEFA 챔피언스리그 4강 진출 등의 업적을 남겼다.

### 국가대표팀
1993년 7월 28일 러시아와의 친선 경기에서 프랑스 A대표팀 소속으로 국제 A매치 데뷔전을 치렀고 1995년 9월 6일 홈에서 열린 아제르바이잔과의 UEFA 유로 1996 예선 1조 8차전에서 A매치 데뷔골을 터뜨리며 10-0 대승과 함께 2회 연속 유로 대회 본선 진출에 일조했다.
그 후 UEFA 유로 1996 본선 엔트리에 합류하여 팀의 4강 진출을 이끌었지만 체코와의 4강전 승부차기에서 5번째 키커로 나섰다가 상대 골키퍼 페트르 코우바의 선방에 가로막혀 결승 문턱에서 눈물을 흘렸고 결국 이로 인해 자국 언론과 축구팬들로부터 쏟아진 엄청난 비난을 감수해야 했다.
그리고 유로 1996 4강전에서의 승부차기 실축의 여파로 1996년 11월 29일 열린 덴마크와의 친선 경기를 끝으로 더 이상 국가대표팀에 발탁되지 못했고 결국 A매치 25경기 4골의 기록을 남긴 채 국가대표팀 유니폼을 벗었다.

## 지도자 경력

### 클럽
2008년 생장뤼엘의 감독으로 본격적인 지도자 커리어를 시작한 뒤 2009년부터 2012년까지 생프리베 생일레르의 감독을 역임했고 2015년부터 2017년까지는 고향팀인 US 오를레앙의 기술고문을 맡았다.
그리고 2017년부터 2019년까지 디비지옹 1 페미닌의 명문팀인 올랭피크 리옹 페미닌의 감독을 역임하며 리그 2회 연속 우승(2017-18, 2018-19), 2017-18 쿠프 드 프랑스 페미닌 준우승, 2018-19 쿠프 드 프랑스 페미닌 우승, UEFA 여자 챔피언스리그 2회 연속 우승(2017-18, 2018-19)의 금자탑을 쌓았고 2018년에는 FIFA 올해의 여자 축구 감독상까지 수상하는 영예까지 안았다.

### 국가대표팀
2018-19 시즌을 끝으로 올랭피크 리옹 페미닌의 감독직에서 물러난 뒤 2020년 11월 모로코 여자 축구 국가대표팀의 감독으로 취임하여 1년 8개월 후 2023년 FIFA 여자 월드컵 아프리카 지역 예선격으로 열린 2022년 아프리카 여자 네이션스컵 본선에서 개최국인 모로코의 사상 첫 아프리카 여자 네이션스컵 준우승 및 사상 첫 여자 월드컵 본선 진출의 쾌거를 이끌었고 특히 이 대회 최다 우승국인 나이지리아와의 4강전에서 승부차기까지 가는 접전 끝에 승리를 거두는 기적을 일으키면서 모로코 여자 축구의 새로운 역사를 만들었다.

## 수상

### 클럽 (선수)
FC 낭트
- 리그 1 : 우승 (1994-95)
- 쿠프 드 프랑스 : 준우승 (1992-93), 4강 (1993-94)
- UEFA 챔피언스리그 : 4강 (1995-96)

### 국가대표팀 (선수)
프랑스
- UEFA 유럽 축구 선수권 대회 : 4강 (1996)

### 클럽 (지도자)
올랭피크 리옹 페미닌
- 디비지옹 1 페미닌 : 우승 (2017-18, 2018-19)
- 쿠프 드 프랑스 페미닌 : 우승 (2018-19), 준우승 (2017-18)
- UEFA 여자 챔피언스리그 : 우승 (2017-18, 2018-19)

### 국가대표팀 (지도자)
모로코 (여자)
- 아프리카 여자 네이션스컵 : 준우승 (2022)

### 개인
- FIFA 올해의 여자 축구 감독상 : 2018